# Nordhaugen Hill
Nordhaugen Hill är en kulle i Antarktis. Den ligger i Östantarktis. Norge gör anspråk på området. Toppen på Nordhaugen Hill är 900 meter över havet.
Terrängen runt Nordhaugen Hill är platt åt nordost, men åt sydväst är den kuperad. Trakten är obefolkad. Det finns inga samhällen i närheten.